# Macronychus
Macronychus — род жуков из семейства речников.

## Описание
Усики обычно короткие, седьмой сегмент с очень крупным вершинным сегментом. Переднеспинка узкая (длина равна ширине основания), без продольного киля в задне половине на каждой стороне, со сложным рельефом на диске. Стерниты брюшка на боках не отогнуты кверху и неоразуют зацепок. Ноги очень длинные, Короткий сегмент очень крупный.

## Систематика
- Macronychus indicus
- Macronychus jendeki
- Macronychus kubani
- Macronychus levanidovae
- Macronychus quadrituberculatus
- Macronychus reticulatus